# Buschrasen-Grasmotteneulchen

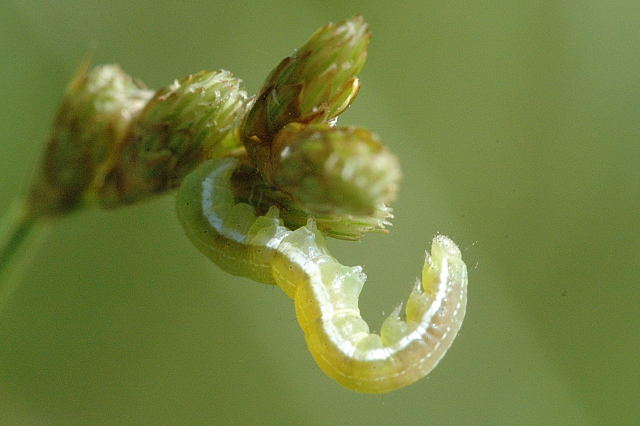
Raupe des Buschrasen-Grasmotteneulchens

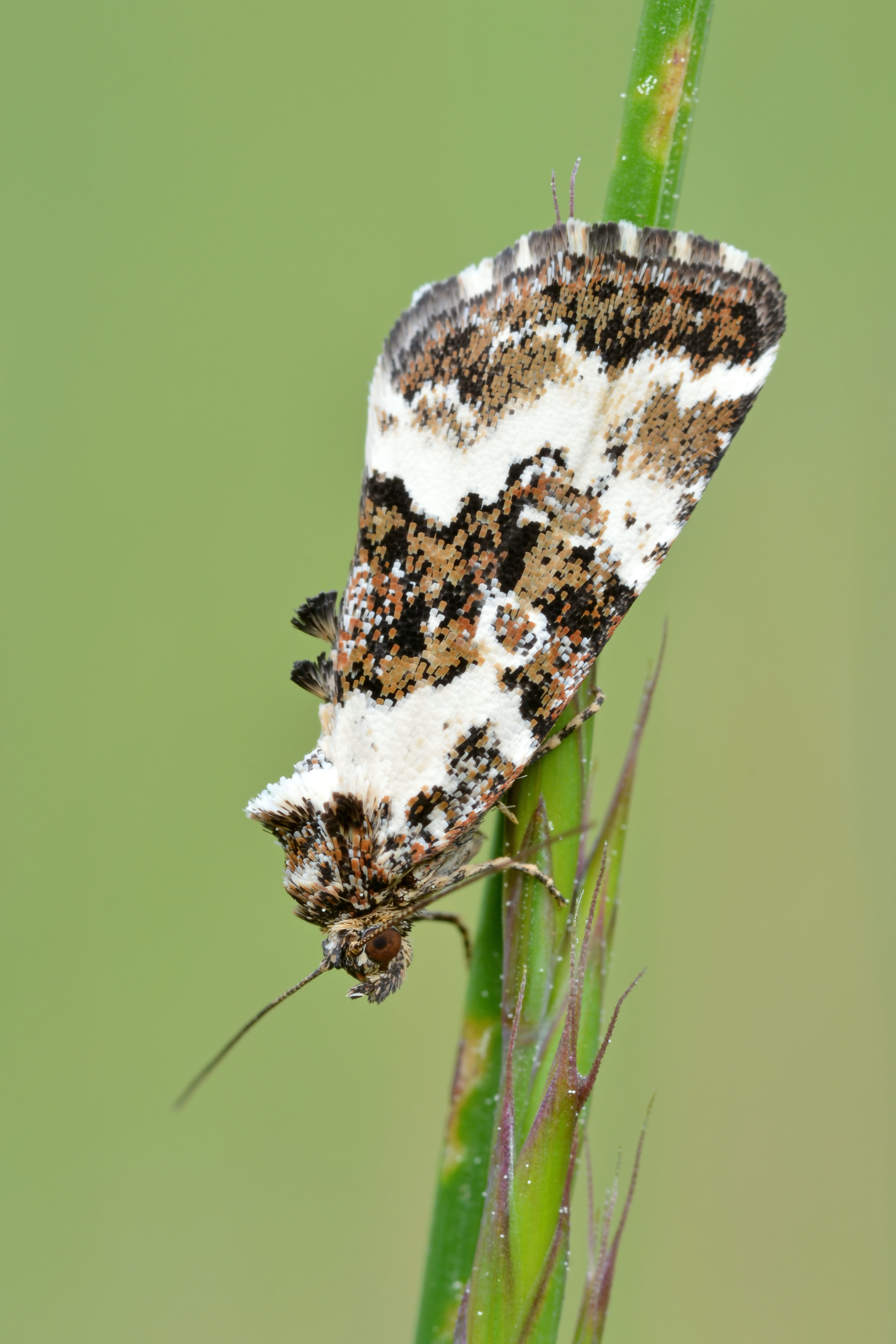
Seitenansicht; die Ruheposition erinnert an einen Vertreter der Wickler

Das Buschrasen-Grasmotteneulchen (Deltote deceptoria) ist ein Schmetterling (Nachtfalter) aus der Familie der Eulenfalter (Noctuidae).

## Merkmale
Die Falter erreichen eine Flügelspannweite von 23 bis 25 Millimetern. Kopf, Prothorax und Mesothorax sowie das Mittelfeld und das Saumfeld der Vorderflügel sind dunkelbraun bis schwarzbraun mit eingestreuten schwarzen und weißen Schuppen. Der Metathorax, das Basalfeld mit Ausnahme des Costalrandes, die breit ins Saumfeld ausstrahlende äußere Querlinie und die Wellenlinie sowie die Umrandungen von Ring- und Nierenmakel und die punktförmige Zapfenmakel sind weiß. Die Fransen sind schwarz und weiß gescheckt. Äußere und innere Querlinie sind zum Mittelfeld hin meist schwarz angelegt. Die Hinterflügel sind bräunlichgrau mit einem dunklen Mittelfleck und einer hellen Querlinie, zum Saum hin meist etwas verdunkelt. Die Fransen sind weiß und grau gescheckt. Das Abdomen ist grau mit weißlichen Ringen.
Die Raupen sind grün, wobei der Rücken etwas heller ist. Die Rückenlinie ist grau, die Nebenrückenlinien weißlich, ebenso die Seitenstreifen.
Die Puppe ist gelbbraun und gedrungen.

## Geographische Verbreitung und Lebensraum
Das Verbreitungsgebiet erstreckt sich über Mittel- und Südeuropa bis ins europäische Russland hinein. Im Norden fehlt die Art auf den Britischen Inseln (bis auf sommerliche Einwanderer) und abgesehen vom Süden, in weiten Teilen Skandinaviens, und in ganz Nordrussland.
Die Art ist ein typischer Bewohner von offenen, warmen Graslandschaften zwischen Büschen und Wäldchen. Sie kommt vom Flachland bis in die Hügelstufe der Mittelgebirge vor und fehlt in den höheren Lagen der Mittelgebirge und der Alpen.

## Lebensweise
Die Art bildet ein oder zwei Generationen im Jahr, wobei eine zweite Generation nur in klimatisch günstigen Regionen erscheint. Die Falter erscheinen von Ende April bis Mitte Juli und, wenn eine zweite Generation gebildet wird, von Juli bis Ende August. Die Falter ruhen tagsüber meist, sind aber leicht aufzuscheuchen. Sie fliegen gelegentlich auch tagsüber, überwiegend jedoch nachts und kommen manchmal auch ans Licht. Die Ruhestellung ist bemerkenswert, denn sie erinnert eher an bestimmte Wickler-Arten als an Eulenfalter.
Die Raupen sind von August bis Oktober (erste Generation) und von Juni bis August (zweite Generation) anzutreffen. Die Raupen fressen vor allem an Lieschgräsern (Phleum), wie z. B. Wiesen-Lieschgras (Phleum pratense) und an anderen Wiesengräsern sowie gelegentlich auch an krautigen Pflanzen. Die Verpuppung erfolgt in einem Gespinst am Boden, die Puppe überwintert.